# Università statale di Kemerovo
L'Università statale di Kemerovo (KemGU, in russo Кемеровский государственный университет?, Kemerovskij gosudarstvennyj universitet) è un ente di istruzione accademica russo della Siberia.

## Struttura
- Istituto di biologia, ecologia e risorse naturali
- Istituto di storia e relazioni internazionali
- Istituto di formazione
- Istituto socio-psicologico
- Istituto di ingegneria
- Istituto di industria alimentare
- Istituto di lettere, lingue straniere e comunicazione
- Istituto di scienze di base
- Istituto di economia e gestione
- Istituto giuridico
- Facoltà di cultura fisica e sport